# Volleyball-Club Olympia '93 Berlin 2014-2015 (maschile)
Questa voce raccoglie le informazioni riguardanti il Volleyball-Club Olympia '93 Berlin nelle competizioni ufficiali della stagione 2014-2015.

## Organigramma societario
Area direttiva
- Presidente: Jörg Papenheim

Area tecnica
- Allenatore: Johan Verstappen
- Allenatore in seconda: Andreas Nestke, Eric Wunderlich
- Scout man: Christian Knospe

Area sanitaria
- Fisioterapista: Stefanie Papke, Marco Pelz

## Rosa
| N° | Nome             | Ruolo | Data di nascita   | Nazionalità sportiva |
| -- | ---------------- | ----- | ----------------- | -------------------- |
| 1  | Timo Schlag      | S     | 4 agosto 1995     | Germania             |
| 3  | Niklas Rudolf    | S     | 6 marzo 1996      | Germania             |
| 4  | Niklas Trogisch  | P     | 17 gennaio 1997   | Germania             |
| 5  | Iven Ferch       | C     | 18 settembre 1997 | Germania             |
| 6  | Maximilian Horn  | P     | 7 agosto 1996     | Germania             |
| 7  | Leonhard Tille   | L     | 17 marzo 1995     | Germania             |
| 8  | Robin Hafemann   | S     | 2 novembre 1995   | Germania             |
| 9  | Jonas Kaminski   | S/O   | 8 maggio 1996     | Germania             |
| 12 | Maximilian Auste | S     | 27 gennaio 1997   | Germania             |
| 13 | David Seybering  | C     | 19 dicembre 1995  | Germania             |
| 14 | Samuel Rodiek    | L     | 10 luglio 1995    | Germania             |
| 15 | Christoph Marks  | S     | 16 aprile 1997    | Germania             |
| 16 | Timon Schippmann | S     | 6 settembre 1995  | Germania             |
| 17 | Corbin Balster   | S     | 3 marzo 1997      | Germania             |
| 18 | Felix Göbert     | C     | 4 ottobre 1996    | Germania             |